# El Puesto (Jalisco)
El Puesto es una localidad del estado mexicano de Jalisco. Es parte del municipio de Lagos de Moreno.

## Demografía
| Gráfica de evolución demográfica |
|                                  |

| Censo | Población |
| ----- | --------- |
| 1900  | 858       |
| 1910  | 646       |
| 1921  | 445       |
| 1930  | 484       |
| 1940  | 641       |
| 1950  | 593       |
| 1960  | 922       |
| 1970  | 1 114     |
| 1980  | 1 405     |
| 1990  | 1 497     |
| 2000  | 1 742     |
| 2010  | 1 743     |
| 2020  | 1 874     |